# Barbara Bąska
Barbara Bąska, z d. Malinowska (ur. 9 stycznia 1958 w Kraśniku) – polska siatkarka, mistrzyni Polski.

## Kariera sportowa
Jej pierwszym klubem była Stal Kraśnik, następnie występowała w Siarce Tarnobrzeg. W 1976 została zawodniczką BKS Stal Bielsko-Biała. W klubie tym występowała przez 13 sezonów (opuściła tylko sezon 1979/1980 z powodu urlopu macierzyńskiego), w 372 spotkaniach, zdobywając trzy tytuły mistrzyni Polski (1988, 1989, 1990), wicemistrzostwo Polski (1987) oraz trzykrotnie Puchar Polski (1979, 1988, 1989). W 1990 wyjechała do Szwajcarii i przez dwa lata grała w lidze szwajcarskiej, w VBC Bienne.